# Emstal (Kloster Lehnin)
Emstal (bis 1937: Schwina) ist ein Ortsteil der Gemeinde Kloster Lehnin in Brandenburg. Der Ort gehörte zur Erstausstattung des 1180 gegründeten Zisterzienserklosters Lehnin und war Klosterbesitz bis zur Säkularisation des Klosters im Jahr 1542. Bis 2002 war Emstal eine selbständige Gemeinde, die von 1992 bis 2002 dem brandenburgischen Amt Lehnin angehörte.

## Geographische Lage
Emstal liegt in der Zauche, drei Kilometer Luftlinie südöstlich von Lehnin im östlichen Teil des Gebiets der Gemeinde Kloster Lehnin. Emstal grenzt im Norden an Lehnin und Göhlsdorf (beide Orte sind Ortsteile der Gem. Kloster Lehnin), im Osten an Bliesendorf (Ortsteil der Stadt Werder (Havel)), im Südosten an Busendorf (Ortsteil der Stadt Beelitz), im Süden und Westen an Lehnin und Rädel (Ortsteil der Gem. Kloster Lehnin).
Emstal liegt im Tal des Flüsschens Emster 35 m über dem Meeresspiegel. Er ist über die Bundesautobahn 2 Berlin – Hannover Abfahrt Lehnin oder Abfahrt Netzen/Nahmitz sowie über die Autobahn Bundesautobahn 10 Berliner Ring Abfahrt Klaistow/Glindow und die Bundesautobahn 9  Abfahrt Beelitz-Heilstätten zu erreichen. Die Buslinie 553 verbindet Emstal mit Lehnin und von dort weiter bis nach Brandenburg an der Havel.

## Geschichte
Emstal wurde 1190, damals noch als Zvine, erstmals urkundlich erwähnt. Es gehörte neben vier anderen Dörfern zur Erstausstattung des Klosters Lehnin bei seiner Gründung 1180 durch den brandenburgischen Markgrafen Otto I. Diese Erstausstattung wurde 1190 durch seinen Sohn Markgraf Otto II. bestätigt. 1195 verschrieb der brandenburgische Bischof Norbert dem Kloster auch den Zehnten, der im Dorf erhoben wurde. Zur heutigen Gemarkung gehört auch ein Teil der Gemarkung des wüst gefallenen Dorfes Cistecal, das ebenfalls zur Erstausstattung des Klosters Lehnin gehörte.
Nach Reinhard E. Fischer ist der bis 1937 gültige, dann zwecks Germanisierung durch die Nationalsozialisten in Emstal geänderte Name Schwina höchstwahrscheinlich von einer polabischen Grundform *Swin'-n- oder *Svinjě zu urslawisch *svinja = Schwein abzuleiten. Wenig wahrscheinlich erscheint ihm die Ableitung aus dem Deutschen Swin-ach, Swin-a = Schweinebach, Schweinewasser, da die frühesten Belege am Wortende bereits auf -e lauten. Für unwahrscheinlich hält er eine Namensübertragung von Ter Zwenne (Dep. Alveringem, Belgien), wegen des langen i- in Schwina.
Allerdings wiesen Landkarten der administrativen Verwaltung der DDR noch bis nach 1952 den ursprünglichen Namen Schwina aus.
Nach der Siedlungsform ist es ein angerartiges Straßendorf. Die eingeschossigen Wohnhäuser der Bauernhöfe stammen aus dem ausgehenden 19. Jahrhundert.

„Monachorum in Lenyn Swyna sunt 26 (36) mansi. Ad pactum quilibet 5 modios siliginis et 5 avene; ad censum quilibet 1 solidum. Cossati 6, quilibet 1 pullum.“

1375 wurde das Dorf im Landbuch Karls IV. genauer beschrieben. Es war damals in 36 Hufen eingeteilt. Jede Hufe gab an jährlicher Pacht fünf Scheffel Roggen und fünf Scheffel Hafer. Der jährliche Zins betrug ein Schilling. Im Dorf lebten auch sechs Kossäten, von denen jeder ein Huhn geben musste. 1451 waren es nur fünf Kossäten. 1538 waren nur noch 27 Hufen in Bewirtschaftung. Die Kirchenvisitation von 1541 zählte bei 42 Kommunikanten. 1580 wurde ein Laufschmied genannt. 1602 wirtschafteten 8 Ganzbauern und ein Halbbauer in Schwina sowie fünf Kossäten. 1605 hatte der Lehnschulze vier Lehnhufen und zwei Erbhufen, sieben Bauern hatten Vierhufenhöfe, ein Bauer einen Zweihufenhof (der Halbbauer). 1624 lebten im Dorf, neun Hufenbauern (mit 36 Hufen), fünf Kossäten, ein Hirte, ein Laufschmied und ein Hirtenknecht. Ein Hof war an das Domäneamt Lehnin gegangen (ausgekauft?). Der Dreißigjährige Krieg verwüstete das Dorf fast völlig. 1652 lebten gerade noch fünf Kossäten im Dorf. 1662 waren wieder zwei Ganzbauern, ein Halbbauer und vier Kossäten im Dorf wohnhaft. Die etwas genauere Schilderung aus dem Jahr 1687 lässt das gesamte Ausmaß der Verwüstung erahnen. Von den 36 Hufen leisteten gerade einmal 9½ Hufen Abgaben, die übrigen Hufen waren versandet und bewachsen. Von den fünf Kossätenhöfen waren vier Höfe wüst. Vermutlich wurden die verwachsenen Ackerflächen beweidet, denn das Dorf hatte einen Kuhhirten mit einem Knecht, was auf einen größeren Rindviehbestand schließen lässt. Erst 1729 waren die Höfe wieder voll besetzt; sieben Ganzbauern, ein Halbbauer und fünf Kossäten. 1745 werden bereits acht Kossäten genannt. 1746 war auch das vor 1624 vom Amt eingezogene Bauerngut wieder besetzt. Die Gemeinde hatte das Recht auf Bierausschank erworben. 1772 gab es einen Freischulzen, acht Bauern und elf Kossäten in Schwina. 1801 bestand die Bevölkerung aus einem Lehnschulzen, sieben Ganzbauern, einem Halbbauern, fünf Ganzkossäten, zehn Büdnern, acht Einliegern, die sich auf 31 Feuerstellen verteilten. 1837 zählte das Dorf 37 Wohnhäuser. 1845 ließ Mühlenmeister Hartmann eine Bockwindmühle in Schwiena errichten. 1858 war Schwina bereits auf fünf öffentliche, 58 Wohnhäuser und 80 Wirtschaftsgebäude (darunter eine Getreidemühle) angewachsen. Seit 1858 wurde Torf gewonnen, der neben Ziegeln und Holz über den Emster Kanal verschifft wurde. 1900 zählte Schwina 100 Wohnhäuser, 1931 107 Wohnhäuser und 119 Haushaltungen. Nach dem Zweiten Weltkrieg wurden in der Bodenreform von 1946 118,4 ha enteignet und umverteilt. Dazu kamen noch 16,3 ha von der Gemeinde Lehnin. 1959 bildete sich eine erste LPG Typ I mit (1960) 33 Mitgliedern und 170 ha Nutzfläche. 1960 wurde eine zweite LPG, diesmal vom Typ III gegründet, die mit 47 Mitgliedern und 191 ha landwirtschaftlicher Nutzfläche bewirtschaftete. Die LPG Typ I wurde 1970 an diese LPG angeschlossen. 1973 wurden die LPG Rädel und Emstal zusammengeschlossen.

### Politische Zugehörigkeit
Emstal, damals Swine, gehörte zur Erstausstattung des 1180 gegründeten Klosters Lehnin, bei dem es bis zur Säkularisation 1542 verblieb. Anschließend kam es an das Domäneamt Lehnin. 1375 wird es unter den Dörfern der Zauche beschrieben, einer historischen Landschaft, aus der sich im Verlauf des 17. Jahrhunderts der Zauchische Kreis, vorher Beritt Zauche, herausbildete. Dieser wurde 1816/7 mit dem früheren kursächsischen Amt Belzig zum preußischen Kreis Zauch-Belzig zusammengeschlossen. 1937 wurde Schwina in Emstal umbenannt. Der Kreis Zauch-Belzig wurde in der Kreisreform von 1952 aufgelöst, Emstal gelangte an den Kreis Brandenburg-Land. Nach der Wende bildete Emstal zusammen mit zwölf anderen Gemeinden das brandenburgische Amt Lehnin, das 2002 mit dem Zusammenschluss der meisten amtsangehörigen Gemeinden zur neuen Gemeinde Kloster Lehnin wieder aufgelöst wurde.

### Kirchliche Organisation
Schwina besaß keine Pfarrhufen und war im ausgehenden Mittelalter immer Tochterkirche von Rädel. Das Patronat hatte bis 1542 das Kloster Lehnin, danach der Landesherr. Heute gehört Emstal zur Evangelischen St. Marien Klosterkirchengemeinde Lehnin.

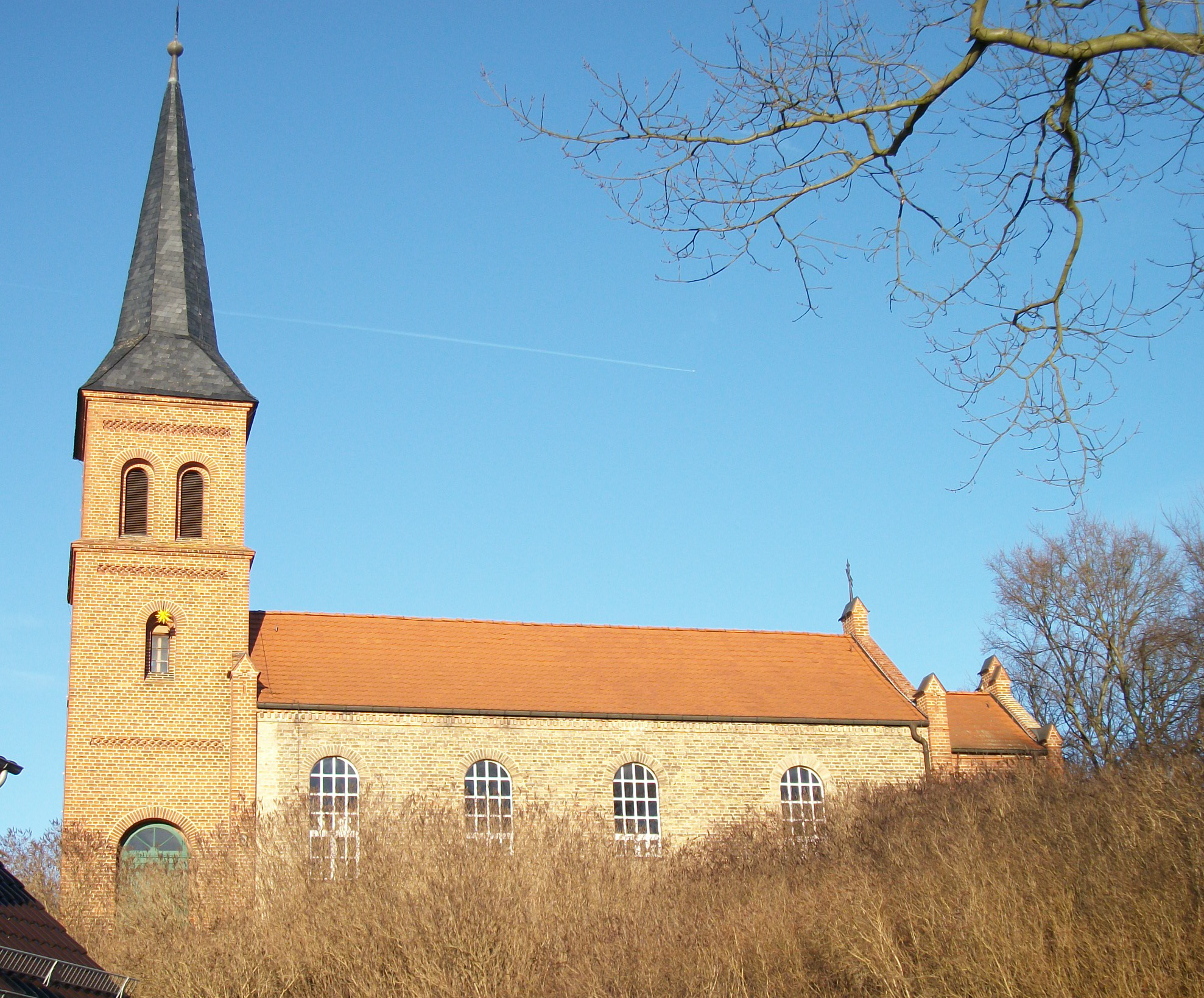
Dorfkirche in Emstal

## Sehenswürdigkeiten und Denkmale
Die Denkmalliste des Landes Brandenburg für den Landkreis Potsdam-Mittelmark führt zwei Baudenkmale und sieben Bodendenkmale auf.

### Baudenkmale
In der Liste der Baudenkmale in Kloster Lehnin sind für Emstal zwei Baudenkmale aufgeführt:
- Dorfkirche Emstal: Der Backsteinbau mit spitzer Turmhaube stammt aus dem Jahre 1889.

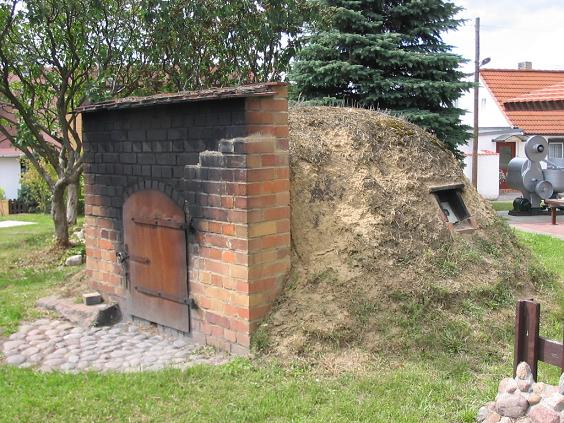
Lehmbackofen in Emstal

- Emstaler Hauptstraße / Alte Lehniner Straße: Backöfen, auf dem Dorfplatz. Die Lehmbacköfen sind ca. 120 Jahre alt.

### Bodendenkmale
- Nr. 31157 Flur 3: Wüstung deutsches Mittelalter (Cistecal)
- Nr. 31158 Flur 1: eine Siedlung der Eisenzeit, eine Siedlung der römischen Kaiserzeit
- Nr. 31159 Flur 1: eine Siedlung der Eisenzeit, eine Siedlung des Neolithikum, eine Siedlung der Bronzezeit
- Nr. 31160 Flur 2: eine Siedlung des deutschen Mittelalter
- Nr. 31161 Flur 1: eine Siedlung des Mittelalter
- Nr. 31162 Flur 1: der Dorfkern des Mittelalter, der Dorfkern der Neuzeit
- Nr. 30991 Emstal Flur 3/Rädel Flur 3: eine Siedlung der Bronzezeit, eine Siedlung der Eisenzeit

## Freizeit und Tourismus
Die Lehmbacköfen wurden für die am östlichen Ortsausgang gelegenen Büdner- und Schifferhäuser, die keine eigenen Backöfen hatten errichtet. Je zwei Familien teilten sich einen Ofen. Die Backöfen war z. T. bis in die 1950er Jahre in Benutzung und verfielen dann. Von den einst 20 Backöfen im Dorf haben sich noch vier Backöfen erhalten. Ein fünfter wurde neu erbaut. Am Samstag nach Pfingsten findet das Backofenfest statt. Auch sonst findet während des Jahres mehrmals ein Schaubacken statt.
Der „Emstaler Schlauch“ ist eine durch Torfgewinnung in den 1960er bis 1980er Jahren entstandene Seenlandschaft, die heute zum Baden einlädt.

## Vereine
- Backofenverein
- Feuerwehrverein
- Sportgemeinschaft
- Angelverein
- Jägerschaft „Lehniner Heide“
- Seniorenklub